# Hundegatt
Das Hundegatt war das letzte Stück des alten Pregels in Königsberg (Preußen). 

## Lage
Die beiden Pregelarme umschließen Kneiphof. Das letzte Stück des Alten Pregels vor der Vereinigung mit dem neuen nannte man Hundegatt. Es beginnt an der heute nicht mehr erhaltenen Krämerbrücke, die das Hundegatt vom Unteren Fischmarkt trennte, und endet an der ebenfalls nicht mehr erhaltenen Grünen Brücke, an der die Börse steht. An der westlichen Seite des Hundegatts lag die Lastadie, der alte Hafen.
An der Lastadie standen Speicher (Königsberg) aus dem 16. bis 18. Jahrhundert. Die ältesten unter diesen Fachwerkspeichern waren Bär, Stier und Hengst. Der Hafen am Hundegatt verlor seine Bedeutung, als 1924 in Contienen die neuen Hafenbecken am unteren Pregel gebaut wurden. Die dabei aus Beton errichteten Getreidespeicher waren die größten der Welt. 
So wurde die Lastadie eine nostalgische Touristenattraktion. Das Speicherviertel wurde im Zweiten  Weltkrieg durch die Brände nach der Bombardierung Königsbergs durch die Royal Air Force Ende August 1944 zerstört und nicht wieder aufgebaut.

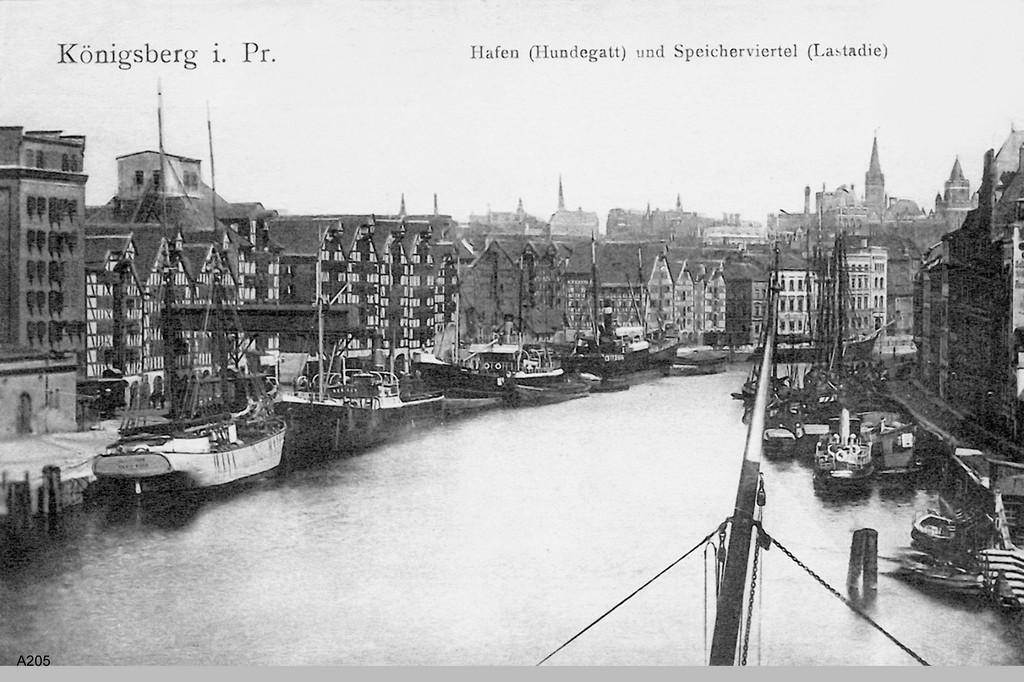
Hundegatt und Lastadie
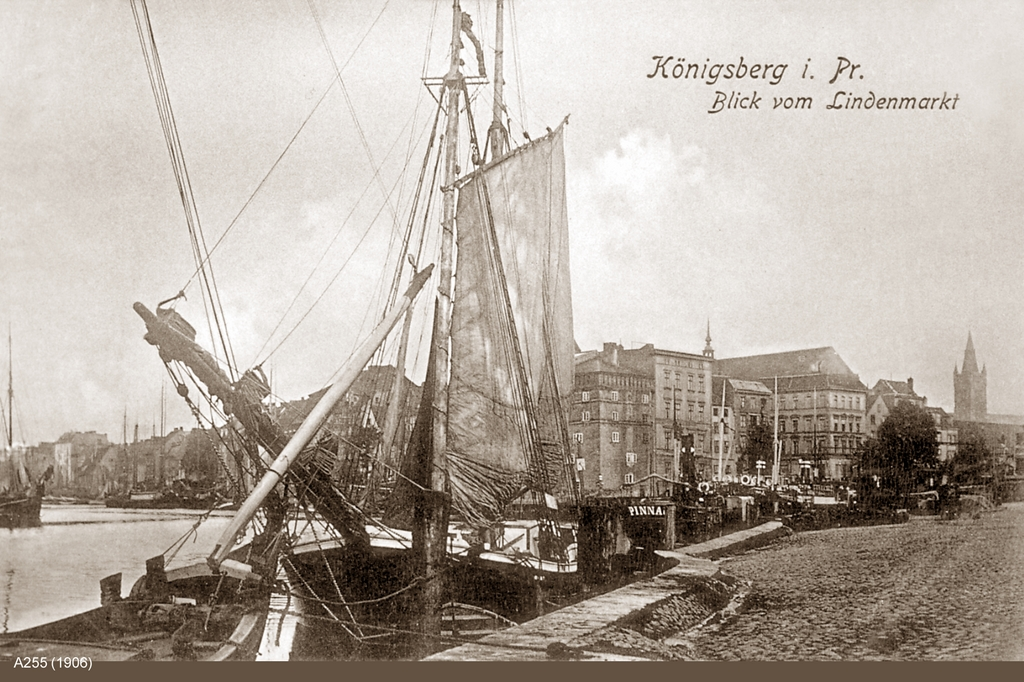
Vom Lindenmarkt
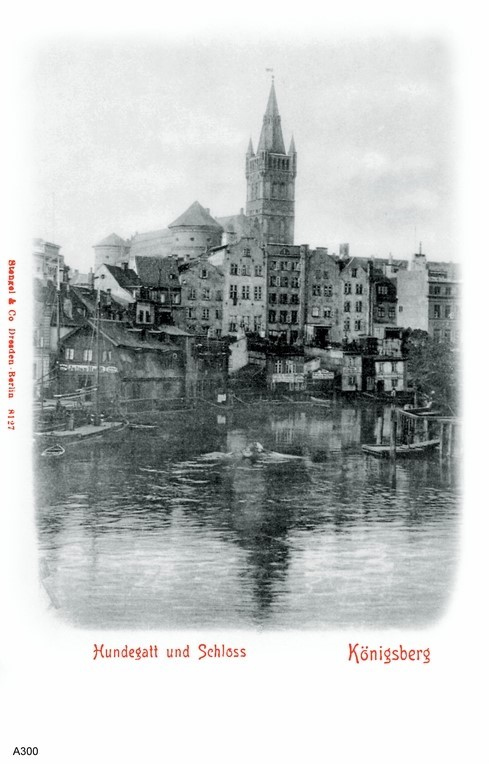
Hundegatt und Schloss
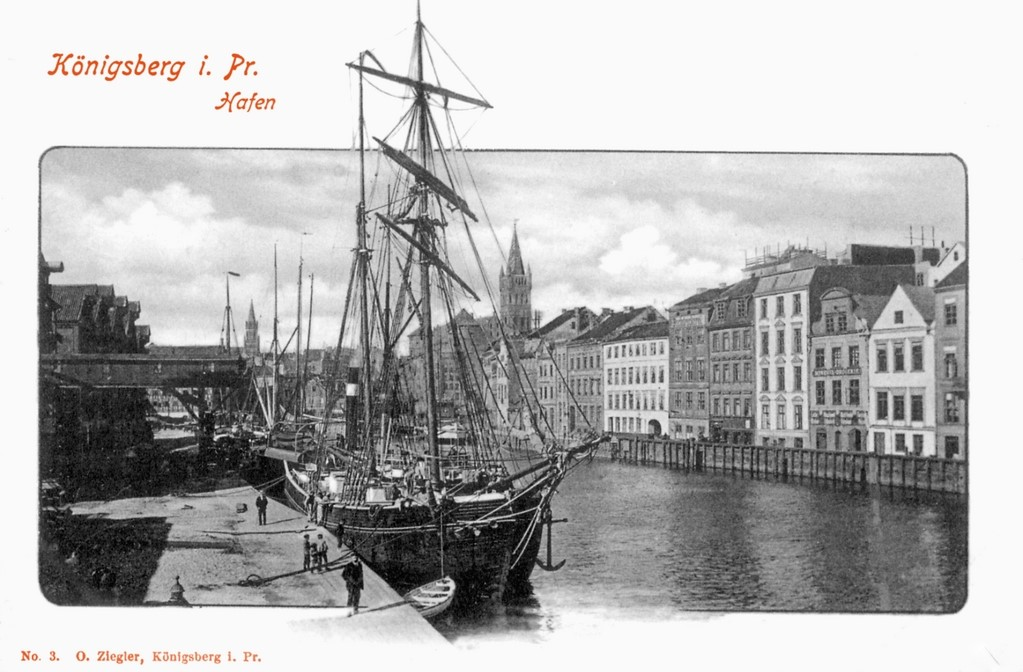
Segelschiff im Hundegatt
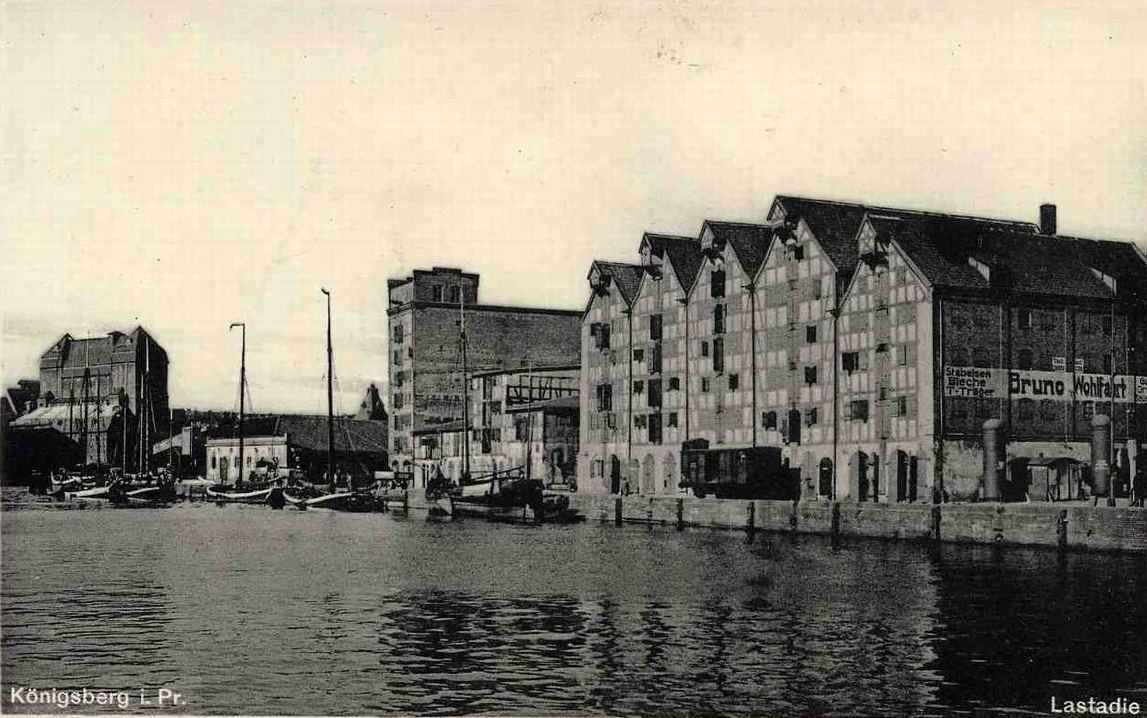
1920er Jahre
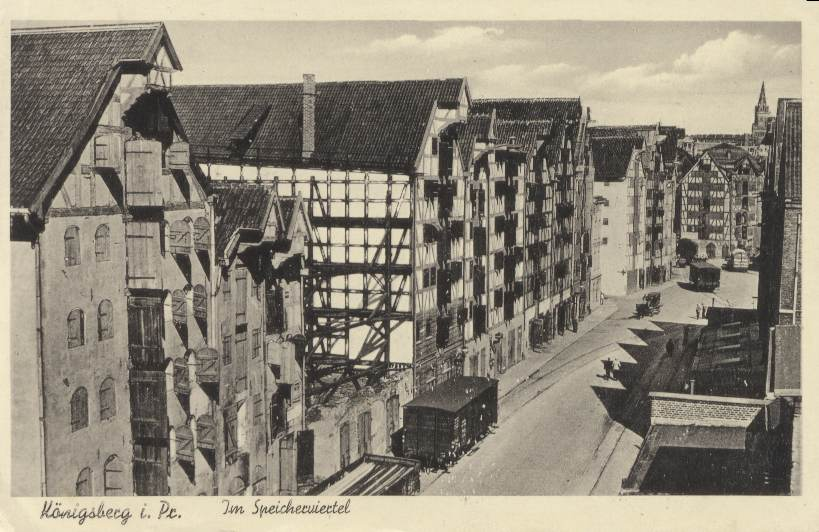
Speicherviertel
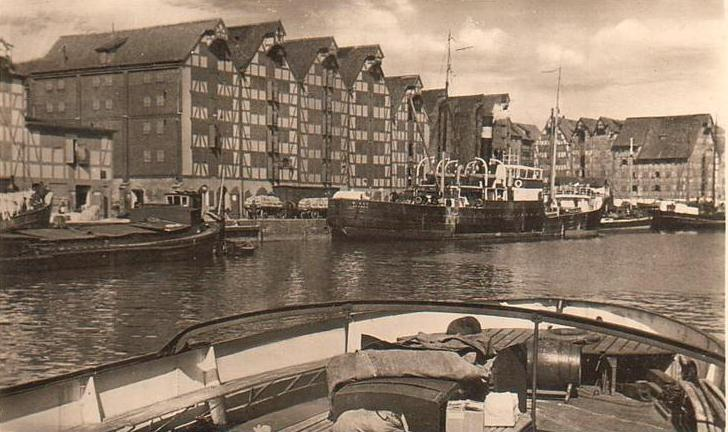
Speicherstadt
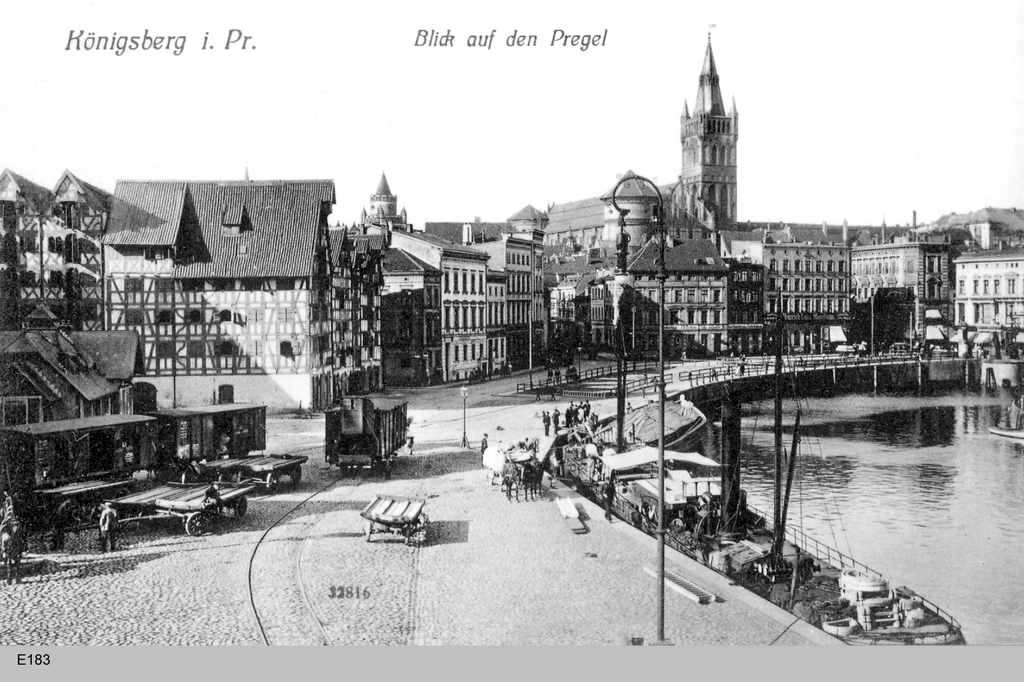
Lastadie
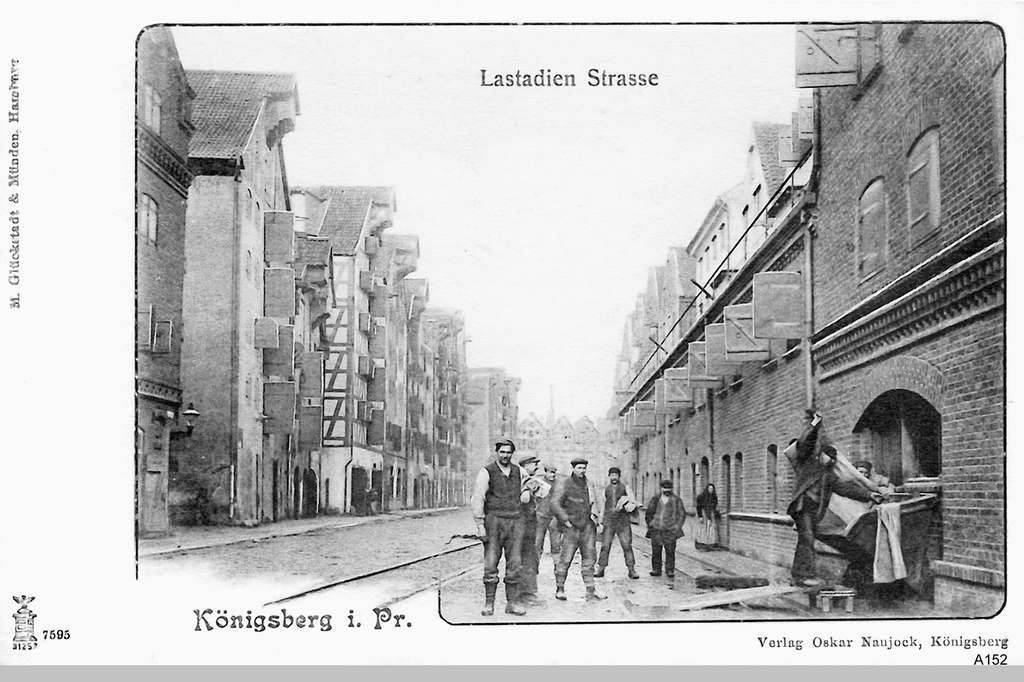
Lastadienstraße